# Täferrot
Täferrot – miejscowość i gmina w Niemczech, w kraju związkowym Badenia-Wirtembergia, w rejencji Stuttgart, w regionie Ostwürttemberg, w powiecie Ostalb, wchodzi w skład związku gmin Schwäbischer Wald. Leży nad rzeką Lein, ok. 20 km na zachód od Aalen.